# Believe (Crematory)
Believe è il settimo album in studio del gruppo  musicale tedesco Crematory, pubblicato il 13 settembre 2000 dalla Nuclear Blast.

## Tracce
1. Redemption of Faith – 2:04
2. Endless – 4:23
3. The Fallen – 3:43
4. Take – 4:54
5. Act Seven – 4:29
6. Time for Tears – 5:15
7. Eternal – 4:40
8. Unspoken – 4:58
9. Caroline – 4:54
10. The Curse – 4:57
11. Why – 6:26
12. Perils of the Wind – 3:55

## Formazione
- Gerhard "Felix" Stass - voce
- Matthias Hechler - chitarra
- Harald Heine - basso
- Katrin Goger - tastiera
- Markus Jüllich - batteria